# Fitol
El fitol es un alcohol diterpénico acíclico que puede usarse como precursor para la fabricación de formas sintéticas de vitamina E y vitamina K1. En los rumiantes, la fermentación intestinal de materiales vegetales ingeridos libera fitol, un componente de la clorofila, que luego se convierte en ácido fitánico y se almacena en las grasas. En el hígado de tiburón produce pristano.

## Patología humana
La enfermedad de Refsum, un trastorno autosómico recesivo que resulta en la acumulación de grandes depósitos de ácido fitánico en los tejidos, con frecuencia manifiesta polineuropatía periférica, ataxia cerebelosa, retinitis pigmentosa, anosmia y pérdida de la audición. Aunque los humanos no pueden derivar el ácido fitánico de la clorofila, pueden convertir el fitol libre en ácido fitánico. Por lo tanto, los pacientes con enfermedad de Refsum deben limitar su ingesta de ácido fitánico y fitol libre. Aunque pueda resultar contra intuitivo, como tratamiento de la extraña enfermedad de Refsum y también como forma de evitar el posible enlace con el cáncer de próstata de la presencia de este compuesto y derivados en el organismo hay que eliminar carnes de rumiantes mantequilla cebo y algunos pescados con grasa: Se informa de la cantidad de fitol libre en los distintos productos alimenticios.

## Roles en la naturaleza
Se sabe que los insectos, como el escarabajo pulga del zumaque, usan fitol y sus metabolitos (por ejemplo, ácido fitánico) como elementos disuasivos químicos contra la depredación. Estos compuestos se originan a partir de plantas hospedadoras.
Se ha proporcionado evidencia indirecta de que, a diferencia de los humanos, diversos primates no humanos pueden derivar cantidades significativas de fitol a partir de la fermentación del intestino posterior de materiales vegetales.

## Usos
Es probable que Fitol sea el compuesto isoprenoide acíclico más abundante presente en la biosfera y sus productos de degradación se utilizan como trazadores biogeoquímicos en ambientes acuáticos.
El fitol se utiliza en la industria de las fragancias y en cosméticos, champús, jabones de tocador, productos de limpieza para el hogar y detergentes.